# Misiones españolas en Baja California
Las misiones españolas en Baja California fueron un conjunto de asentamientos religiosos establecidos por varias órdenes religiosas católicas —jesuitas, franciscanos y dominicos— entre 1683 y 1834 para difundir la doctrina cristiana entre los nativos americanos o indios que vivían en la península de Baja California. Las misiones supusieron a España un valioso punto de apoyo en las tierras fronterizas, e introdujeron en la región ganado, frutas, verduras e industria europea. Los indios se vieron afectados por la introducción de enfermedades europeas como la viruela y el sarampión y para 1800 su número era una fracción de lo que había sido antes de la llegada de los españoles. En 1834, México secularizó todas las misiones en su territorio y el último de los misioneros partió en 1840. Algunas de las iglesias de las misiones sobreviven y todavía están en uso.

## Contexto
Además del presidio (fuerte real) y el pueblo, la misión fue uno de los principales elementos empleados por la Corona española para extender sus fronteras y consolidar sus territorios coloniales. Las asistencias eran misiones de pequeña escala que realizaban regularmente servicios religiosos en días de obligación, pero carecían de un sacerdote residente. Los sitios más pequeños, llamados visitas, también carecían de un sacerdote residente, y a menudo solo se asistía a ellos de manera esporádica.
Cada estación fronteriza se vio obligada a ser autosuficiente, ya que los medios de suministro existentes eran inadecuados para mantener una colonia de cualquier tamaño. Para mantener una misión, los sacerdotes necesitaban colonos o indígenas americanos convertidos, llamados neófitos, para cultivar y atender el ganado en el volumen necesario para mantener un establecimiento de tamaño justo. La escasez de materiales importados y la falta de mano de obra cualificada obligó a los misioneros a emplear materiales y métodos de construcción sencillos. Aunque la jerarquía española consideraba las misiones como empresas temporales, el desarrollo de un asentamiento no era simplemente una cuestión de capricho sacerdotal. La fundación de una misión siguió reglas y procedimientos de larga duración. El papeleo involucrado requería meses, a veces años de correspondencia, y exigía la atención de prácticamente todos los niveles de la burocracia. Una vez facultados para erigir una misión en una zona determinada, los hombres asignados a ella elegían un lugar específico que tuviera un buen suministro de agua, proximidad a una población indígena y tierras de cultivo. Los misioneros, su escolta militar y los indígenas o mestizos, a menudo convertidos, construían refugios temporales, a partir de los cuales se establecía una base y la misión podía crecer.
La construcción de la iglesia constituía el núcleo del asentamiento. La mayoría de los santuarios de las misiones estaban orientados en un eje este-oeste para aprovechar la posición del sol para la iluminación interior. Los talleres, las cocinas, las viviendas, los almacenes y otros espacios auxiliares solían agruparse en forma de cuadrilátero, dentro del cual solían tener lugar las celebraciones religiosas y otros eventos.

## Pueblos nativos

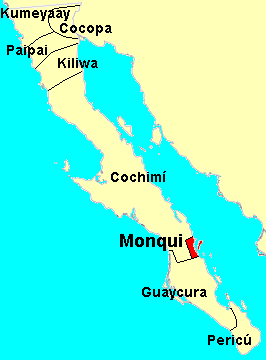
Ubicación de los pueblos indígenas de Baja California

Los pueblos indígenas con los que se encontraron los misioneros españoles en Baja California (de norte a sur) fueron los kumiai, cucapá, paipai, kiliwa, cochimí, mongui, guaicura y pericú. Los kumiai y los cucapá practicaban una agricultura limitada, pero la mayoría de ellos eran cazadores-recolectores, nómadas o seminómadas, que se ganaban la vida en condiciones difíciles en el desierto y con escasez de agua dulce.
En una política seguida en gran parte de América Latina, llamada reducciones, los misioneros concentraban a los indios en la misión o cerca de ella para recibir instrucción religiosa y formación para convertirse en agricultores sedentarios y pastores de ganado. Su objetivo era crear una teocracia autosuficiente en la que el misionero, normalmente apoyado por soldados y laicos españoles, intentara gobernar todas las facetas de la vida religiosa y secular de los indios. Los pueblos indígenas se alojaban a menudo por género, se convertían por la fuerza al catolicismo y se aculturaban dentro de los límites de la misión. Los pueblos indígenas recalcitrantes a menudo huían o se rebelaban, y muchas misiones mantuvieron una existencia precaria durante la época colonial. El uso de armas de fuego, los castigos corporales en forma de azotes y rituales religiosos y los castigos psicológicos fueron métodos empleados por los misioneros para mantener y ampliar el control. Hubo casos de resistencia armada de los indios contra las misiones, en particular la revuelta de Pericue de 1734-1737, y los indios huían con frecuencia para escapar del régimen religioso y laboral que les imponían los misioneros o saboteaban los esfuerzos de estos mediante una resistencia pasiva.
En el momento del primer contacto con los españoles, los nativos americanos que vivían en Baja California podían ser hasta 60 000. En 1762, su número había caído a 21 000 y en 1800 a 5900. La razón principal de esta disminución fueron las epidemias de enfermedades europeas, principalmente viruela, sarampión y tifus. La propagación de las enfermedades se vio facilitada por la práctica misionera de congregar a la población cerca de la misión. La sífilis endémica dio lugar a una mayor mortalidad infantil y a una reducción de la tasa de natalidad. A principios del siglo XIX, las tribus de Baja California estaban culturalmente extintas, excepto los kumiai, cucapá y paipai.

## Historia

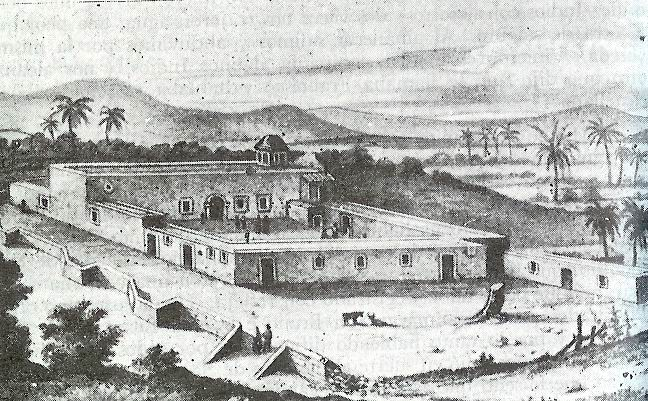
Misión de Nuestra Señora de Loreto Conchó

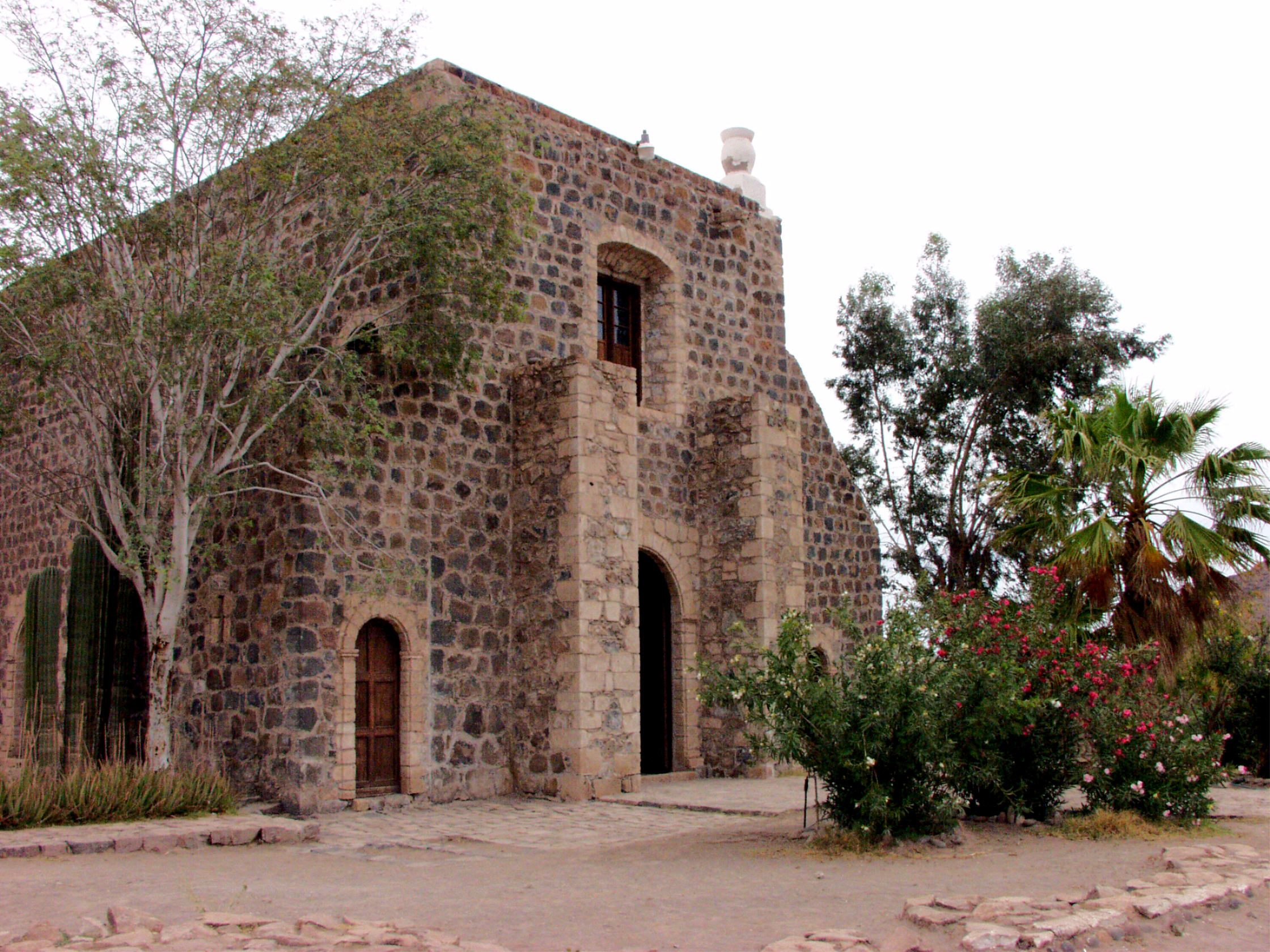
Misión Santa Rosalía de Mulegé en Baja California Sur

Fortún Jiménez de Bertadoña descubrió la península de Baja California a principios de 1534. Sin embargo, fue Hernán Cortés quien reconoció la península como la isla de California en mayo de 1535, por lo que se le atribuye oficialmente el descubrimiento. En enero de 1683, el gobierno español fletó una expedición compuesta por tres barcos para transportar un contingente de 200 hombres al extremo sur de Baja California. Bajo el mando del gobernador de Sinaloa, Isidoro de Atondo y Antillón, y acompañado por el sacerdote jesuita Eusebio Francisco Kino, los barcos recalaron en La Paz. El grupo se vio finalmente obligado a abandonar su asentamiento inicial debido a la respuesta hostil de los nativos. Los misioneros intentaron establecer un asentamiento cerca de donde se encuentra Loreto, al que llamaron Misión San Bruno, pero fracasaron por falta de suministros. Kino continuó estableciendo varias misiones en la Pimería Alta, en lo que en época contemporánea es el sur de Arizona, en Estados Unidos, y el norte de Sonora, en México.
El sacerdote jesuita Juan María de Salvatierra logró finalmente establecer el primer asentamiento español permanente en Baja California, la Misión Nuestra Señora de Loreto Conchó. Fundada el 19 de octubre de 1697, se convirtió en el centro religioso de la península y en la capital administrativa de Las Californias. Desde allí, otros jesuitas salieron para establecer más asentamientos en las zonas inferiores de la península, fundando 17 misiones y varias visitas entre 1697 y 1767.
A diferencia de los asentamientos continentales, que fueron diseñados para ser empresas autosuficientes, las remotas y duras condiciones de la península hicieron casi imposible construir y mantener estas misiones sin la asistencia continua desde el continente. Las líneas de suministro desde el golfo de California, incluyendo las misiones y ranchos del Padre Eusebio Kino en tierra firme hasta el puerto de Guaymas, jugaron un papel crucial para mantener intacto el sistema de misiones de Baja California.
Durante los sesenta años en que se permitió a los jesuitas trabajar entre los nativos de California, llegaron a la península de Baja California 56 miembros de la Compañía de Jesús, de los cuales 16 murieron en sus puestos (dos como mártires). Quince sacerdotes y un hermano laico sobrevivieron a las penurias, solo para ser sometidos a la aplicación del decreto aprobado contra la Compañía por Carlos III. Se rumoreaba que los sacerdotes jesuitas habían amasado una fortuna en la península y se estaban volviendo muy poderosos. Por tanto, el 3 de febrero de 1768 el rey ordenó que los jesuitas fueran expulsados de América por la fuerza y regresaran a su hogar. Gaspar de Portolá fue nombrado gobernador de Las Californias, con órdenes de supervisar la expulsión de los jesuitas y vigilar la instalación de los sacerdotes franciscanos de reemplazo.

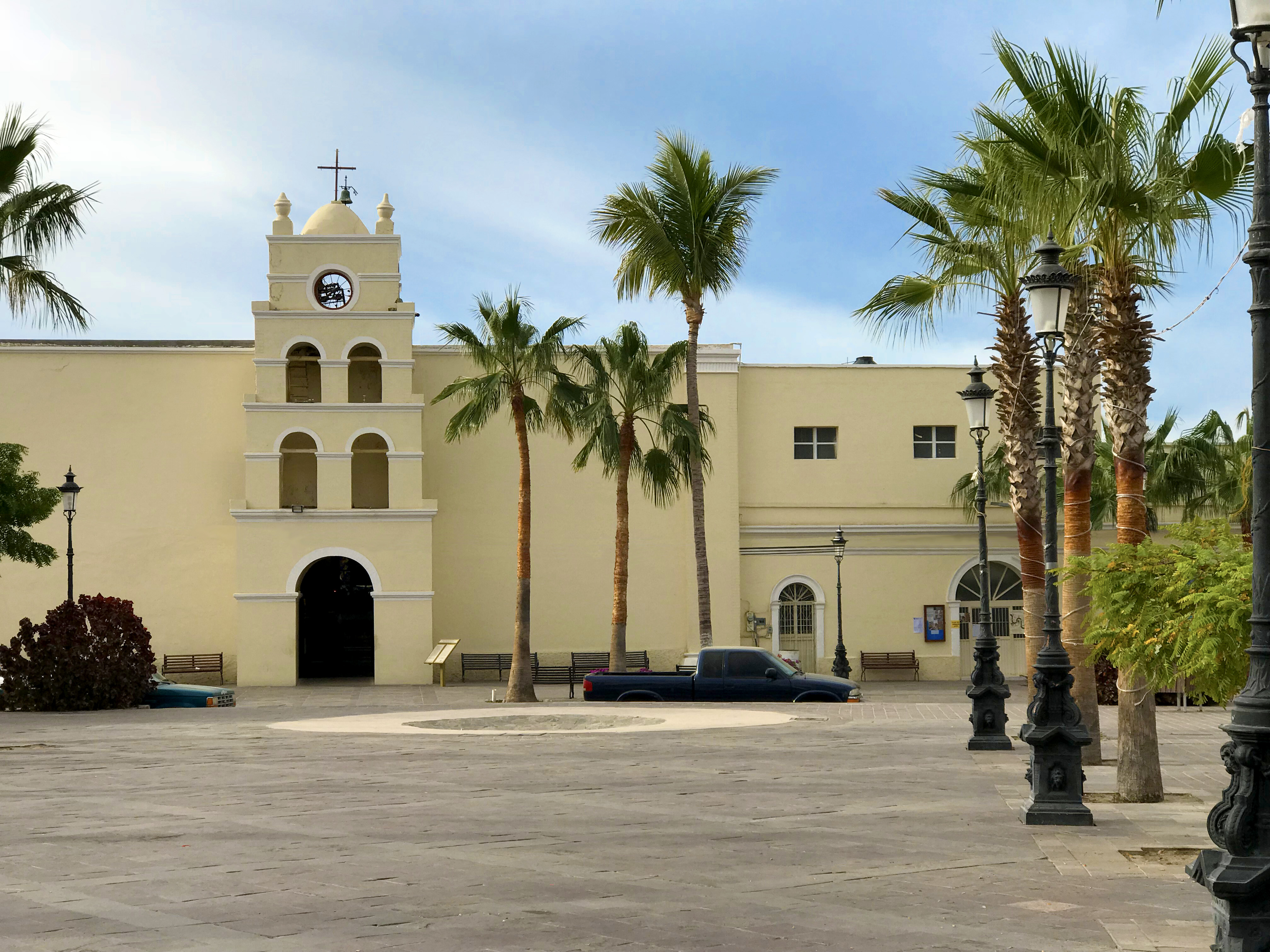
Misión Santa Rosa de las Palmas

Los franciscanos, bajo el liderazgo de Fray Junípero Serra, se hicieron cargo de las misiones y cerraron o consolidaron varias de las instalaciones existentes. Un total de 39 frailes trabajaron en la península durante los cinco años y cinco meses de gestión franciscana. Cuatro de ellos murieron, diez fueron trasladados a las nuevas misiones del norte y el resto regresó a Europa.
El gobernador Portolá fue puesto al mando de una expedición para viajar al norte y establecer nuevos asentamientos en San Diego y Monterrey. Serra fue como líder de los misioneros, para establecer misiones en esos lugares. En el camino hacia el norte, Serra fundó la Misión San Fernando Rey de España de Velicatá. Francisco Palou quedó al cargo de las misiones existentes, y fundó la Visita de la Presentación en 1769.
Los representantes de la orden dominicana llegaron en 1772, y para 1800 habían establecido nueve misiones más en el norte de Baja California, mientras continuaban con la administración de las antiguas misiones jesuíticas. La península se dividió en dos entidades separadas en 1804, y la del sur tenía la sede del gobierno establecida en el puerto de Loreto. En 1810, México comenzó a poner fin al dominio colonial español y obtuvo su independencia en 1821, un año después en julio de 1822 las misiones pasaban a poder del Primer Imperio Mexicano, con el establecimiento de la Primera República Federal el presidente mexicano Guadalupe Victoria nombró al teniente coronel José María Echeandía gobernador de Baja California Sur y la dividió en cuatro municipios. La capital se trasladó a La Paz en 1830, después de que Loreto fuera parcialmente destruida por las fuertes lluvias. En 1833, después de que se designara a Baja California como territorio federal, el gobernador puso fin formalmente al sistema de misiones convirtiendo las misiones en iglesias parroquiales.

## Administración

### Padres presidentes del sistema de Baja California
El padre presidente era el jefe de las misiones católicas en la Alta y Baja California. Hasta 1812 era nombrado por el Colegio Apostólico de Propaganda Fide de San Fernando, y desde ese año el cargo se conoció como prefecto comisario, que era nombrado por el comisario general de las Indias (un franciscano residente en España). A partir de 1831, se eligieron personas separadas para supervisar la Alta y la Baja California. Los padres presidentes fueron los siguientes:
- Junípero Serra (1769–1784)
- Francisco Palou (en funciones) (1784–1785)
- Fermín Francisco de Lasuen (1785–1803)
- Pedro Esteban Tápis (1803–1812)
- José Francisco de Paula Señan (1812–1815)
- Mariano Payeras (1815–1820)
- José Francisco de Paula Señan (1820–1823)
- Vicente Francisco de Sarría (1823–1824)
- Narciso Durán (1824–1827)
- José Bernardo Sánchez (1827–1830)
- García Diego (1831–1835)
- José González Rubio (1835–1843)
- José Anzar (1843–?)